# 拉帕洛馬 (羅恰省)

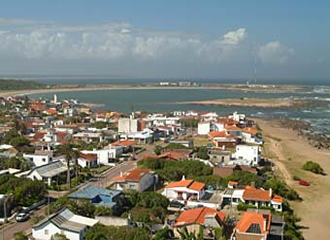

拉帕洛馬（西班牙語：La Paloma），是烏拉圭的城鎮，位於該國東南部，由羅恰省負責管轄，距離埃斯特角城90公里、崔鎮160公里，始建於1874年9月1日，海拔高度10米，2011年人口3,495。